# Aviceda
Aviceda és un gènere d'ocells rapinyaires diürns de la família dels accipítrids (Accipitridae). El gènere té una ampla distribució, des d'Austràlia fins al sud-est asiàtic i Àfrica. Una característica del gènere és la vistosa cresta. Tenen dos mosses al cantell de la mandíbula superior.

## Taxonomia
Segons la classificació del Congrés Ornitològic Internacional (versió 12.2, 2022) aquest gènere està format per cinc espècies:
- Baza africà (Aviceda cuculoides).
- Baza de Madagascar (Aviceda madagascariensis).
- Baza de Jerdon (Aviceda jerdoni).
- Baza australià (Aviceda subcristata).
- Baza negre (Aviceda leuphotes).